# Catalanova čísla
Catalanova čísla jsou taková přirozená čísla {\displaystyle C_{n}}, která jsou určena následujícím předpisem:
{\displaystyle C_{n}={\frac {1}{n+1}}{2n \choose n}\qquad \forall n\geq 0}
Zvláštního pojmenování si zasluhují především jejich souvislostí s překvapujícím množstvím kombinatorických úloh. Objevují se jako řešení problému počtu možných triangulací konvexního mnohoúhelníka, nebo třeba otázky počtu binárních stromů s n listy.
Tato čísla byla objevena Leonardem Eulerem při zkoumání již zmíněného triangulačního problému, své jméno dostala po Eugènovi Charlesovi Catalanovi, který si je objevil pro zjištění počtu korektně uzávorkovaných zápisů posloupností znaků „(“ a „)“.
Pro n = 0, 1, 2,… jsou první hodnoty {\displaystyle C_{n}} = 1, 1, 2, 5, 14, 42, 132, 429…

## Rekurentní a uzavřený tvar
Základní rekurentní rovnicí pro výpočet n-tého Catalanova čísla je
{\displaystyle C_{0}=1}
{\displaystyle C_{n+1}=\sum _{i=0}^{n}C_{i}\,C_{n-i}\quad {\mbox{pro }}n>0}
Tato rekurence přímo vyvstává z většiny dále uváděných kombinatorických úloh. Například v případě počítání počtu binárních stromů vyjadřuje skutečnost, že binární strom na n vrcholech můžeme postavit buď tak, že do levého podstromu umístíme n vrcholů a do pravého žádný, nebo že do levého podstromu umístíme n-1 vrcholů a do pravého jeden, atd. Výše uvedená suma sčítá počet možností přes všechny takovéto alternativy.
Pro praktické počítání je možná výhodnější tento otevřený tvar:
{\displaystyle C_{0}=1}
{\displaystyle C_{n+1}={\frac {2(2n+1)}{n+2}}C_{n}\quad {\mbox{pro }}n>0}
V úvodu uvedený uzavřený předpis {\displaystyle C_{n}={\frac {1}{n+1}}{2n \choose n}} není zcela triviální odvodit (viz dále). Jako alternativu je vhodné uvést vzorec
{\displaystyle C_{n}={2n \choose n}-{2n \choose n-1}}
Je z něj dobře vidět, že všechna Catalanova čísla jsou celá, což z prvně uvedeného není zřejmé. Odvození tohoto druhého vzorce z prvního je jednoduché:
{\displaystyle {\frac {1}{n+1}}{2n \choose n}={\frac {(2n)!}{(n+1)n!n!}}={\frac {(n+1)(2n)!-n(2n)!}{(n+1)n!n!}}={\frac {(2n)!}{n!n!}}-{\frac {(2n)!}{(n-1)!(n+1)!}}={2n \choose n}-{2n \choose n-1}}

## Kombinatorické úlohy vedoucí na Catalanova čísla
- Počet zakořeněných binárních stromů s n listy je {\displaystyle C_{n-1}}.

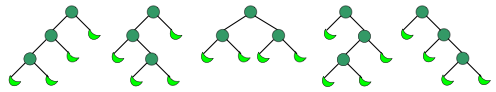
Příklad Catalanových čísel v binárním stromě

- Počet korektních uzávorkování 2n závorek je {\displaystyle C_{n}}.

- Počet triangulací konvexního n-úhelníka je {\displaystyle C_{n-2}}. Toto je ukázka pro n=6 ({\displaystyle C_{4}=14}).

Příklad Catalanových čísel v n-úhelníku

- Počet způsobů, jak se v mřížce n×n dostat z levého dolního do pravého horního rohu, aniž bychom překročili diagonálu nebo se vraceli, je {\displaystyle C_{n}}.

Catalanova čísla v mřížce 4×4